# Termas de Alcafache
As Termas de Alcafache situam-se junto ao rio Dão, em Alcafache, concelho de Viseu, no distrito de Viseu. 

As Termas tem dois núcleos habitacionais, um situado na margem esquerda do Dão, que pertence à freguesia de Alcafache e concelho de Mangualde, outro na margem direita que pertence à freguesia de São João de Lourosa, concelho de Viseu, onde está implantado o balneário termal.
Trata-se de uma água sulfúrea sódica, que brota a 51° C. Estas águas indicadas para o tratamento de Reumatismos crónicos, osteoartroses, ciatalgias, gota, doenças das vias respiratórias (rinites, sinusites, faringites, bronquites crónicas e asmáticas), colites e colecistopatias crónicas e algumas doenças de pele.
São as únicas termas do concelho de Viseu.